# آپوداکوس

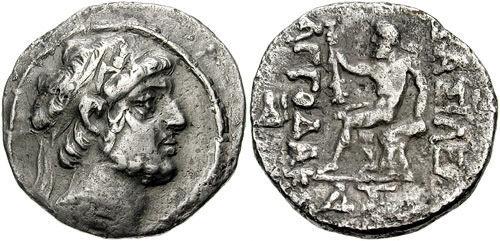
سکه آپوداکوس

آپوداکوس یک پادشاه از پادشاهی خاراسِن بود پادشاهی خاراسِن از پادشاهی‌های تابع امپراتوری اشکانی بود.
آپوداکوس از سکه‌های نقره و برنز که از خود بجای گذاشته شناخته می‌شود، تنها بعضی از این سکه‌ها دارای تاریخ می‌باشند. سکه‌های تاریخ دار متعلق به سال‌های ۱۱۰/۰۹ تا ۱۰۴/۳ قبل از میلاد است.
در ۱۲۴ پیش از میلاد، هیسپاوسین، اولین پادشاه خاراسِن درگذشت. پس از مرگ وی، همسر وی، تالاسیا سعی کرد پسرش را بر تخت پادشاهی نصب کند. با این حال، در حوادث پیرامون جانشینی که در متون میخی شکل بابل آمده نام این پسر ذکر نشده.
این که آیا آپوداکوس پسر هیسپاوسین بوده یا نه هنوز مشخص نیست اما مطمئناً ۱۴ سال بعد از مرگ هیسپاوسین پادشاه یک قلمرو کوچک بوده.